# Margrethe Vestager
Margrethe Vestager (Glostrup, 1968. április 13. –) dán politikus, 2014-től 2024-ig az Európai Bizottság versenyjogért felelős biztosa, 2019 és 2024 között pedig digitális korszakért felelős ügyvezető alelnöke is.

## Pályafutása
A Koppenhágai Egyetemen szerzett közgazdász diplomát 1993-ban.
1993 és 1995-től a dán pénzügyminisztériumban dolgozott. Ezt követően előbb különleges tanácsadóként, majd titkárságvezetőként dolgozott egy pénzügyi hivatalnál.

### Politikai pályafutása
1998-tól 2000-ig oktatási és egyházügyi miniszter volt a dán kormányban. 2007-től 2014-ig képviselő volt a Folketingben a Szociálliberális Párt színeiben. 2011-től a párt politikai vezetője és parlamenti frakcióvezetője is volt, valamint gazdasági- és belügyminiszter.
2014-től az Európai Bizottság versenyjogért felelős biztosa volt. Miután az Európai Parlament november 27-én támogatta az első Von der Leyen-bizottságot, 2019. december 1-jétől a Bizottság digitális korszakért felelős ügyvezető alelnöke lett.